# PGC 2977
LEDA/PGC 2977 ist eine Galaxie im Sternbild Fische auf der Ekliptik. Sie ist schätzungsweise 508 Millionen Lichtjahre von der Milchstraße entfernt und hat eine Ausdehnung von etwa 145.000 Lichtjahren. Vom Sonnensystem aus entfernt sich das Objekt mit einer errechneten Radialgeschwindigkeit von näherungsweise 11.200 Kilometern pro Sekunde.

## Galaktisches Umfeld
| Nr. | Galaxie          | Alternativname          | Rek           | Dek           | Distanz/asec |
| --- | ---------------- | ----------------------- | ------------- | ------------- | ------------ |
| →   | LEDA/PGC 2977    | NSA 127837              | 00h51m02.86s  | +10d44m39.7s  | 0            |
| 1   | LEDA/PGC 2997    | NSA 153733              | 00h51m15.630s | +10d47m59.90s | 275.56       |
| 2   | LEDA/PGC 1384958 | NSA 153732              | 00h51m14.41s  | +10d49m11.2s  | 320.38       |
| 3   | LEDA/PGC 212605  | 2MASX J00504455+1040325 | 00h50m44.54s  | +10d40m32.6s  | 365.05       |
| 4   | IC 53            | LEDA/PGC 2951           | 00h50m40.766s | +10d36m01.02s | 612.50       |
| 5   | LEDA/PGC 1381887 | 2MASS J00502382+1036155 | 00h50m23.834s | +10d36m15.37s | 764.76       |
| 6   | LEDA/PGC 1380201 | 2MASX J00505344+1029115 | 00h50m53.453s | +10d29m11.33s | 938.60       |